# Samiopula
Samiopula (grec: Σαμιοπούλα,, la traducció literal del qual és Petita Samos) és una illa grega situada al nord del mar Egea, 0,85 km al sud de Samos, estant a la seva jurisdicció. Segons el cens de l'any 2001 hi havia a l'illa 5 habitants.
Mesura proximadament 2,15 km de longitud i 0.7 km d'ample. Hi ha pocs edificis a Samiopula, principalment les petites esglésies parroquials d' Agia Pelagia (en grec Αγία Πελαγία) i de l'Ascensió de Crist (en grec: Αναλήψεως του Σωτήρος), una petita taverna i alguns petits cases i refugis. Els serveis d'electricitat i telèfon es proporcionen a través de cables submarins de la propera Samos. Sistemes fotovoltaics proporcionen una certa energia elèctrica alternativa. Hi ha algunes cisternes a l'illa i l'aigua de pluja es conserva durant tot l'hivern. La major part del terreny és rocós, amb molt pocs arbres i diverses espècies de matolls, arbustos i flors silvestres. L'illot és fàcilment accessible durant la temporada turística a través d'excursions diàries des dels ports de Pythagoreio i Ormos Marathokampou. Hi ha una única platja a l'illa, psalida (en grec Ψαλίδα), que és bastant petita i pot estar molt concorreguda durant la temporada alta d'estiu, tot i que l'únic que ofereix són belles sorres blanques i aigües color turquesa.